# Pilot 738 SE
Pilot 738 SE är en svensk lotsbåt som byggdes 1995 som Tjb 738 av Boghammar Marin AB, Lidingö till Sjöfartsverket i Norrköping. Tjb 738 stationerades vid Helsingborgs lotsplats. 2005 döptes båten om till Pilot 738 SE.